# シェフ 三ツ星フードトラック始めました
『シェフ 三ツ星フードトラック始めました』（シェフみつぼしフードトラックはじめました、Chef）は、2014年のアメリカ合衆国のコメディドラマ映画。ジョン・ファヴローが監督・脚本・製作・主演を務めた。

## あらすじ
マイアミ生まれのカール・キャスパーは、ロサンゼルスのブレントウッドにある一流レストラン「ゴロワーズ」の料理長。厨房スタッフや店長のモリーからは人気があるが、目新しい料理ではなく、これまでのオーソドックスなメニューを続けることを望むレストランのオーナーのリヴァと衝突する。カールはまた、裕福な元妻のイネスと、テクノロジーに精通した小学生の息子パーシーとの関係もギクシャクしている。
著名な料理評論家でブロガーのラムジー・ミシェルが店に来ることになるが、リヴァはカールが出したがる革新的な料理ではなく、昔ながらの人気料理に変えるように直前になってから要求する。カールはリヴァに従うが、冒険をしようとしない姿勢と料理をラムジーから酷評されてしまう。カールはラムジーへの返信が公開されることに気付かずに、ツイッターでラムジーに対して口汚く反論し、多くのフォロワーを獲得する。彼はスタッフに好評の新しいメニューを考案し、ラムジーを「再戦」に誘うが、再び従来型のメニューを指示するリヴァと対立し解雇される。
カールは自宅で自分が店で出したかった料理を作る。店では副料理長のトニーがラムジーに対して前回と同じ料理を出す。ラムジーはカールについて否定的なツイートをし、カールは店にやって来てラムジーに怒りを爆発させる。他の客が撮影していたカールが怒り狂う場面のビデオは急拡散され、彼は屈辱を受け、新しい職にも就けなくなる。
カールは渋々イネスの誘いを受け入れ、彼女とパーシーと一緒にマイアミに行き、そこで自分のキューバ料理への愛を再発見する。カールはキッチンカーでキューバ料理の移動販売を始めることを思いつく。彼女の依頼で、彼女の元夫のマービンはカールにボロボロのキッチンカーを提供する。カールとパーシーはキッチンカーを修繕したり食材を買ったりするうちに絆を深め、カールは彼に「シェフの包丁」を渡す。カールの友人で元部下のマーティンは、「ゴロワーズ」での昇進を断り、シェフとしての情熱が再燃したカールと行動を共にすることに決める。
カール、マーティン、パーシーはトラックでロサンゼルスへ向けて国を横断し始め、途中の様々な都市で、キューバンサンドイッチ、ユカのフライなどを売る。パーシーはソーシャルメディアで彼らのことを宣伝し、ニューオーリンズとオースティンで大成功を収める。そこでは、地元の食材を使ったポーボーイ・サンドイッチ、ベニエ、バーベキュー・ブリスケットなどの日替わりスペシャルが提供された。
ロサンゼルスに戻り、パーシーとの絆を益々深めたカールは、キッチンカーを手伝いたいというパーシーの希望を聞き入れ、そしてイネスも加わることになる。ラムジーがキッチンカーを訪れ、何故カールに悪い評価をしたかを説明する。彼は初期からカールのファンだったが、カールの技量が十分発揮されていないと感じた料理にがっかりしたからだと説明する。カールが本来の調子を取り戻したことに感銘を受けたラムジーは、カールが自分の創造性を完全に発揮出来る新しいレストランに資金提供することを申し出る。6か月後、新しいレストランが開店し、そこでカールとイネスの再婚式が催される。

## キャスト
※括弧内は日本語吹替
- カール・キャスパー - ジョン・ファヴロー（木村雅史）

腕はいいが大人気ないシェフ。
- パーシー - エムジェイ・アンソニー（高山みなみ）

カールとイネズの息子。10歳。
- マーティン - ジョン・レグイザモ（高木渉）

カールの助手で親友。
- イネズ - ソフィア・ベルガラ（ちふゆ）

カールの元妻。
- トニー - ボビー・カナヴェイル（野川雅史）

カールの助手。
- モリー - スカーレット・ヨハンソン（林原めぐみ）

ソムリエ。カールの元恋人で友人。
- ラムジー・ミッシェル - オリヴァー・プラット（石住昭彦）

カールの料理を酷評した料理評論家。
- リーバ - ダスティン・ホフマン（菅生隆之）

レストランのオーナー。
- マーヴィン - ロバート・ダウニー・Jr（藤原啓治）

イネズの最初の夫。
- ジェン - エイミー・セダリス
- マイアミの警官 - ラッセル・ピーターズ（英語版）